# سیارک ۲۲۶۴۵
سیارک ۲۲۶۴۵ (به انگلیسی: 22645 Rotblat، نامگذاری:1998OT6) بیست و دو هزار و ششصد و چهل و پنجمین سیارک کشف شده‌است که در ۲۶ ژوئیه ۱۹۹۸ کشف شد.
قدر مطلق سیارک برابر ۱۲.۹ است.